# Ilıgöze, Tekman
Ilıgöze là một xã thuộc huyện Tekman, tỉnh Erzurum, Thổ Nhĩ Kỳ. Dân số thời điểm năm 2011 là 455 người.